# 木島佐一
木島 佐一（きじま さいち　1941年 - ）は、日本の著作家、翻訳家。国語教師。
ビデオ予備校講師（株式会社 JNC 日本入試情報センター）。

## 人物
- 大学受験国語専門塾・野川塾を主催。
- 日本友釣同好会会員、日本渓魚会会員。
- 幸田露伴の釣り文学の翻訳業績がある。『大鏡』や『西山物語』の口語訳を行ったこともある。
- 中村真一郎に師事し、秘書を務めたことがある。

## 経歴
東京都武蔵野市生まれ。東京都立神代高等学校卒業。國學院大學文学部国文学科卒業。1990年代中盤まで代々木ゼミナール国語科講師を務め、現代文の参考書を出した他、ペンネームの野川純平で一般書を著した。マスコミ関係の専門学校講師も務めた。元日本基督教短期大学講師。元代々木ゼミナール講師（現代文・古文）。

## 著作

### 大学受験参考書
- 『木島のものがたり現代文』 （大和出版、1986年） ISBN 4479190066
- （古藤晃 監修）『出典 朝日新聞 '95-'96年度版』（朝日新聞社、1995年） ISBN 4021100016

### 一般書
- 『物語のものがたり: 愛の砂時計』（増進会出版社、1993年）ISBN 4879151106

### 翻訳
- （幸田露伴）『幸田露伴江戸前釣りの世界: 釣り文学傑作選』 （つり人社、2002年） ISBN 4885364833